# Reprezentacja grafu
Reprezentacja grafu to sposób zapisu grafu umożliwiający jego obróbkę z użyciem programów komputerowych. Dwa najpopularniejsze sposoby zapisu informatycznego grafów to macierz sąsiedztwa oraz listy sąsiedztwa.
Niech {\displaystyle G=<V,E>} będzie grafem, {\displaystyle V} zbiorem wierzchołków, a {\displaystyle E} zbiorem krawędzi.
Bez straty ogólności możemy nadać każdemu wierzchołkowi indeks {\displaystyle i\in 0..|V|-1} Zbiór wierzchołków {\displaystyle G{:}}
{\displaystyle v_{0},v_{1},v_{2},\dots ,v_{|V|-1}.}
Sam wierzchołek najlepiej reprezentować za pomocą rekordu, klasy lub innych struktur danych. Jeżeli {\displaystyle G} miałby reprezentować strukturę pracowników firmy, definicja wierzchołka (pracownika) mogłaby wyglądać tak:
```
class
 
CVertex

{

     
char
 
Imie
[
16
]
 
;

     
char
 
Nazwisko
[
16
]
 
;

     
double
 
DochodNaDzien
;

};

```

## Reprezentacja przez macierz sąsiedztwa
Macierz sąsiedztwa to dwuwymiarowa macierz, reprezentowana przez tablicę M o wymiarach {\displaystyle [0\dots V-1]} na {\displaystyle [0\dots V-1],} gdzie {\displaystyle V} to liczba wierzchołków grafu. Jeżeli pomiędzy wierzchołkami {\displaystyle v_{i}} i {\displaystyle v_{j}} jest krawędź to {\displaystyle M[i][j]=1,} w przeciwnym wypadku {\displaystyle M[i][j]=0.}
Własności reprezentacji:
Macierz sąsiedztwa:
- Wymagania pamięciowe: {\displaystyle O(|V|^{2})}
- Dodanie nowej krawędzi: czas stały
- Sprawdzenie czy dana krawędź istnieje: czas stały
- Sprawdzenie stopnia danego wierzchołka: {\displaystyle O(|V|)}
- Usunięcie krawędzi: czas stały

## Reprezentacja przez listę sąsiedztwa
Zapamiętanie tablicy o rozmiarze {\displaystyle V^{2}} jest dość kosztowne, zwłaszcza gdy bada się grafy rzadkie, tj. grafy o niewielkiej liczbie krawędzi w stosunku do grafu pełnego złożonego z tej samej liczby wierzchołków. W praktyce lista sąsiedztwa często okazuje się najefektywniejszą reprezentacją grafu.
Korzysta się z list – struktur danych, które przechowują różne wartości w komórkach zwanych węzłami. Tutaj w listach będziemy trzymać numery indeksów.
Tworzy się tablicę o rozmiarze równym liczbie wierzchołków, zawierającą wskaźniki na (początkowo puste) listy – kolejne elementy list oznaczać będą kolejnych sąsiadów danego wierzchołka, do którego lista jest przyporządkowana. Niech tablica nazywa się {\displaystyle LS.}
Dla każdej krawędzi {\displaystyle (v_{i},v_{j}),} do listy wskazywanej przez {\displaystyle LS[i]} dodaje się indeks wierzchołka {\displaystyle v_{j}.}
{\displaystyle LS[i]} wskazuje teraz na listę zawierającą indeksy wszystkich sąsiadów wierzchołka {\displaystyle v_{i}.}
Aby usunąć krawędź {\displaystyle (v_{i},v_{j})} wystarczy usunąć z listy {\displaystyle LS[i]} indeks {\displaystyle v_{j},} a z {\displaystyle LS[j]} indeks {\displaystyle v_{i}.}
W przypadku grafów skierowanych stosuje się listy następników lub listy poprzedników – odpowiednio w tym wypadku zamiast dodawać sąsiadów, dodajemy do listy związanej z danym wierzchołkiem informacje o wierzchołkach, do których krawędź „wychodzi” lub z których krawędź „wchodzi” z tego, danego wierzchołka.
- Wymagania pamięciowe: {\displaystyle O(|V|+|E|)}
- Dodanie nowej krawędzi: czas stały
- Sprawdzenie czy dana krawędź istnieje: {\displaystyle O(|E|)}
- Sprawdzenie stopnia danego wierzchołka: {\displaystyle O(|E|)}
- Usunięcie krawędzi: {\displaystyle O(|E|)}

## Reprezentacja przez pęki wyjściowe (ang. forward star)
Jeżeli w trakcie działania algorytmu teoriografowego graf nie ulega zmianie, to możemy zrezygnować ze wskaźników i zapamiętać wszystkie krawędzie po kolei w jednym wektorze. Uporządkowany zbiór wszystkich sąsiadów wierzchołka i nosi nazwę pęków wyjściowych (ang. forward star) tego wierzchołka i stąd nazwa tej struktury. Dla każdego {\displaystyle i=2,\dots ,n} sąsiedzi wierzchołka i są umieszczeni bezpośrednio za wierzchołkami-sąsiadami wierzchołka {\displaystyle i-1.}
Taka struktura wykorzystuje więc dwie tablice, pierwsza długości {\displaystyle |V|+1} (nazwijmy ją Pntr), której numery indeksu odpowiadają kolejnym wierzchołkom grafu, a wartości pod indeksem {\displaystyle i}-tym i {\displaystyle i+1} wskazują odpowiednio na początek i koniec fragmentu drugiej tablicy (nazwijmy ją EndVertex), w którym są wymienieni sąsiedzi wierzchołka {\displaystyle i}-tego (dzięki temu można wyliczyć stopień wierzchołka w czasie stały odejmując po prostu wartości w tablicy pod indeksem i oraz i+1 (stopień wierzchołka i = Pntr[i]-Pntr[i+1])).
Krawędzie wychodzące z wierzchołka nr i to po prostu: {i, Endvertex[Pntr[i]]}, {i, Endvertex[Pntr[i]+1]}, ..., {i, Endvertex[Pntr[i+1]-1]}. Przypadek i=n może być rozwiązany za pomocą wartownika który wskazuje na adres |E|+1 w wektorze EndVertex.
Dla grafu nieskierowanego pęki wyjściowe wymagają (|V|+1) + 2|E| komórek pamięci (wierzchołki + wartownik + podwójnie zapisane krawędzie (graf nieskieowany)).
Przypadek grafów skierowanych w żaden sposób nie komplikuje struktury pęków wyjściowych, zmniejsza jedynie ilość zajmowanego miejsca – |V|+1 + |E|, gdyż krawędzie nie są powielane.
- Wymagania pamięciowe: {\displaystyle O(|V|+|E|)}
- Dodanie nowej krawędzi: {\displaystyle O(|V|+|E|)}
- Sprawdzenie czy dana krawędź istnieje: {\displaystyle O(log|V|)}
- Sprawdzenie stopnia danego wierzchołka: {\displaystyle O(1)}
- Usunięcie krawędzi: {\displaystyle O(|V|+|E|)}

## Implementacja grafu w C++ (reprezentacja macierzowa)
Realizacja obsługi grafu poprzez macierz jest dość prosta:
```
class
 
CGraph

{

    
unsigned
 
V
,
E
;
       
// liczba wierzcholkow i krawedzi

    
bool
 
DiGraph
;
       
// czy digraf?

    
bool
 
MultiGraph
;
      
// czy multigraf?

    
unsigned
 
**
GMatrix
;
 
// macierz

//*******************************************************//

    
public
:

    
CGraph
(
unsigned
 
_V
,
 
bool
 
_di
,
 
bool
 
_mu
);

    
~
CGraph
();

    
bool
 
Insert
(
unsigned
 
v
,
unsigned
 
u
);

    
bool
 
Delete
(
unsigned
 
v
,
unsigned
 
u
);

    
unsigned
 
Degree
(
unsigned
 
v
);

    
bool
 
Search
(
unsigned
 
v
,
unsigned
 
u
);

};

```

Konstruktor rezerwuje pamięć na macierz sąsiedztwa i tworzy graf o {\displaystyle V} wierzchołkach i {\displaystyle 0} krawędziach. Destruktor zwalnia pamięć.
```
CGraph
::
CGraph
(
unsigned
 
_V
,
 
bool
 
_di
,
 
bool
 
_mu
)
 
:
 
V
(
_V
),
 
DiGraph
(
_di
),
 
MultiGraph
(
_mu
)

    
{

      
GMatrix
 
=
 
new
 
unsigned
*
[
_V
];

      
for
(
int
 
i
=
0
;
i
<
V
;
++
i
)

      
{

          
GMatrix
[
i
]
=
 
new
 
unsigned
[
V
];

          
for
(
int
 
j
=
0
;
j
<
V
;
++
j
)
 
GMatrix
[
i
][
j
]
=
0
;

      
}

    
}

CGraph
::~
CGraph
()

{

    
for
(
int
 
i
 
=
 
0
;
 
i
 
<
 
V
;
 
++
i
)

         
delete
[]
 
GMatrix
[
i
];

    
delete
[]
 
GMatrix
;

}

```

Dodanie krawędzi, jeżeli graf jest prosty i krawędź już istnieje funkcja zwraca {\displaystyle 0.} Jeżeli graf nie jest skierowany symetryczna krawędź jest dodana.
```
bool
 
CGraph::Insert
(
unsigned
 
v
,
unsigned
 
u
)

{

    
if
(
!
MultiGraph
 
&&
 
(
GMatrix
[
v
][
u
]
>
0
))
 
return
 
false
;
 
// już jest!

    
++
GMatrix
[
v
][
u
];

    
if
(
!
DiGraph
)
 
++
GMatrix
[
u
][
v
];
   
// krawędź symetryczna

}

```

Aby usunąć krawędź, należy sprawdzić czy takowa istnieje i w przypadku grafu prostego usunąć krawędź symetryczną.
```
bool
 
CGraph::Delete
(
unsigned
 
v
,
unsigned
 
u
)

{

    
if
(
GMatrix
[
v
][
u
]
==
0
)
 
return
 
false
;
 
// nie ma co usunąć!

    
--
GMatrix
[
v
][
u
];

    
if
(
!
DiGraph
)
 
--
GMatrix
[
u
][
v
];

}

```

Zliczanie sąsiadów wierzchołka {\displaystyle v} realizujemy przez zsumowanie wartości {\displaystyle \mathrm {GMatrix} [v][i],} {\displaystyle i\in 0,1,\dots n,} tj. liczby krawędzi o końcu w wierzchołku {\displaystyle v.} Jeżeli obsługujemy graf skierowany funkcja {\displaystyle \mathrm {Degree} (v)} zwróci liczbę krawędzi wychodzących z {\displaystyle v.}
```
unsigned
 
CGraph::Degree
(
unsigned
 
v
)

{

        
unsigned
 
Result
=
0
;

        
for
(
int
 
i
=
0
;
i
<
V
;
++
i
)
 
Result
+=
GMatrix
[
v
][
i
];

        
return
 
Result
;

}

bool
 
CGraph::Search
(
unsigned
 
v
,
unsigned
 
u
)

{

        
if
(
GMatrix
[
v
][
u
]
>
0
)
 
return
 
true
;

        
else
 
return
 
false
;

}

```

## Implementacja grafu w C++ (reprezentacja listowa)
Definicja klasy CGraph jest niemal taka sama:
```
class
 
CGraph

{

    
unsigned
 
V
,
E
;
       
// liczba wierzcholkow i krawedzi

    
bool
 
DiGraph
;
       
// czy digraf?

    
bool
 
MultiGraph
;
    
// czy multigraf?

    
node
 
*
vPrev
,
*
vNext
,
*
uPrev
,
*
uNext
;

    
node
 
**
GLists
;
     
// tablica wskazników na listy wierzchołków

//*******************************************************//

    
public
:

    
CGraph
(
unsigned
 
_V
,
 
bool
 
_di
,
 
bool
 
_mu
);

    
~
CGraph
();

    
bool
 
Insert
(
unsigned
 
v
,
unsigned
 
u
);

    
bool
 
Delete
(
unsigned
 
v
,
unsigned
 
u
);

    
unsigned
 
Degree
(
unsigned
 
v
);

    
bool
 
Search
(
unsigned
 
v
,
unsigned
 
u
);

};

```

Konstruktor rezerwuje pamięć na {\displaystyle V} elementową tablicę wskaźników na listy, oraz ustawia początkowe zawartości list na NULL (graf bez krawędzi).
```
CGraph
::
CGraph
(
unsigned
 
_V
,
 
bool
 
_di
,
 
bool
 
_mu
)
 
:
 
V
(
_V
),
 
DiGraph
(
_di
),
 
MultiGraph
(
_mu
)

{

   
GLists
 
=
 
new
 
node
*
[
V
];

   
for
(
int
 
i
=
0
;
i
<
V
;
++
i
)
 
GLists
[
i
]
=
NULL
;

}

```

Funkcja {\displaystyle \mathrm {Search} (v,u)} przechodzi całą listę sąsiadów do napotkania węzła reprezentującego wierzchołek u, lub do końca listy, tj. węzła, którego wskaźnik next wskazuje na NULL;
```
bool
 
CGraph::Search
(
unsigned
 
v
,
unsigned
 
u
)

{

     
node
*
 
hand
;
        
//pomocnik

     
hand
=
GLists
[
v
]
 
;
   
//szuka wśród sąsiadów v

     
while
(
hand
!=
NULL
)
  
//dopóki nie sprawdzi wszystkich

     
{

         
if
((
*
hand
).
 
Index
()
==
u
)
 
//jest!

         
{

            
uPrev
=
(
*
hand
).
 
GetPrev
();

            
uNext
=
(
*
hand
).
 
GetNext
();

            
return
 
true
;

         
}

         
hand
=
(
*
hand
).
 
GetNext
();

     
}

     
if
(
DiGraph
)
 
return
 
false
;

     
hand
=
GLists
[
u
]
 
;
   
//szuka wśród sąsiadów u

     
while
(
hand
!=
NULL
)
  
//dopóki nie sprawdzi wszystkich

     
{

         
if
((
*
hand
).
 
Index
()
==
v
)
 
//jest!

         
{

            
vPrev
=
(
*
hand
).
 
GetPrev
();

            
vNext
=
(
*
hand
).
 
GetNext
();

            
return
 
true
;

         
}

         
hand
=
(
*
hand
).
 
GetNext
();

     
}

     
return
 
false
;
 
//nie znalazł

}

```

Funkcja {\displaystyle \mathrm {Delete} (v,u)} wywołuje funkcję {\displaystyle \mathrm {Search} (v,u),} która w przypadku istnienia krawędzi {\displaystyle (v,u)} zapamiętuje wskaźniki odpowiednio na poprzedni i następny węzeł na liście. Jeżeli krawędź nie istnieje, {\displaystyle \mathrm {Delete} } zwraca {\displaystyle 0.} Jeżeli istnieje, węzeł {\displaystyle u} jest usuwany z listy sąsiadów {\displaystyle v,} i odwrotnie.